# Presidente provisional del Senado de la Nación Argentina
El presidente provisional del Senado de la Nación Argentina es el funcionario de mayor rango en la Cámara Alta, excepto ante la presencia del presidente titular del Senado, cargo desempeñado por el vicepresidente de la Nación Argentina. El presidente provisional es el segundo en la línea de sucesión a la presidencia de la Argentina. Este funcionario es elegido por sus compañeros al principio de cada año legislativo, que tiene lugar durante los primeros diez días del mes de diciembre. Los partidos minoritarios en la cámara eligen a tres vicepresidentes.

## Lista de presidentes provisionales del Senado
| Orden | Fecha                                             | Presidente provisional                                            | Partido o coalición                             | Imagen |
| ----- | ------------------------------------------------- | ----------------------------------------------------------------- | ----------------------------------------------- | ------ |
| 1.º   | 1855-1856                                         | José Acevedo                                                      | Partido Unitario                                |        |
| 2.º   | 1856-1858                                         | Tomás Guido                                                       | Partido Unitario                                |        |
| 3.º   | 1858-1858                                         | Mariano Fragueiro                                                 | Partido Unitario                                |        |
| 4.º   | 1858-1859                                         | Pascual Echagüe                                                   | Partido Federal                                 |        |
| 5.º   | 1859-1860                                         | Manuel Leiva                                                      | Partido Unitario                                |        |
| 6.º   | 1860-1861                                         | Pascual Echagüe                                                   | Partido Federal                                 |        |
| 7.º   | 1861-1862                                         | Nicolás Calvo                                                     | Partido Federal                                 |        |
| 8.º   | 1862-1862                                         | Marcos Paz                                                        | Partido Liberal                                 |        |
| 9.º   | 1862-1864                                         | Valentín Alsina                                                   | Partido Unitario                                |        |
| 10.º  | 1864-1865                                         | Pedro Ferré                                                       | Partido Federal                                 |        |
| 11.º  | 1865-1869                                         | Valentín Alsina                                                   | Partido Unitario                                |        |
| 12.º  | 1869-1870                                         | Salustiano Zavalía                                                | Partido Unitario                                |        |
| 13.º  | 1870-1875                                         | Manuel Quintana                                                   | Partido Autonomista Nacional                    |        |
| 14.º  | 1875-1876                                         | Wenceslao Díaz Colodrero                                          | Partido Autonomista Nacional                    |        |
| 15.º  | 1876-1878                                         | Dardo Rocha                                                       | Partido Autonomista Nacional                    |        |
| 16.º  | 1878-1880                                         | Benjamín Paz                                                      | Partido Autonomista Nacional                    |        |
| 17.º  | 1880-1881                                         | Aristóbulo del Valle                                              | Partido Autonomista Nacional                    |        |
| 18.º  | 1881-1883                                         | Benjamín Paz                                                      | Partido Autonomista Nacional                    |        |
| 19.º  | 1883-1889                                         | Antonino Cambaceres                                               | Partido Autonomista Nacional                    |        |
| 20.º  | 1889-1890                                         | Julio Argentino Roca                                              | Partido Autonomista Nacional                    |        |
| 21.º  | 1890-1891                                         | Manuel Derqui                                                     | Partido Autonomista Nacional                    |        |
| 22.º  | 1891-1892                                         | Miguel M. Nougués                                                 | Partido Autonomista Nacional                    |        |
| 23.º  | 1892-1892                                         | Julio Argentino Roca                                              | Partido Autonomista Nacional                    |        |
| 24.º  | 1892-1893                                         | Mariano Adrián Varela                                             | Partido Autonomista Nacional                    |        |
| 25.º  | 1893-1894                                         | José Gálvez                                                       | Partido Autonomista Nacional                    |        |
| 26.º  | 1894-1895                                         | Leonidas Echagüe                                                  | Partido Autonomista Nacional                    |        |
| 27.º  | 1895-1898                                         | Julio Argentino Roca                                              | Partido Autonomista Nacional                    |        |
| 28.º  | 1898-1902                                         | Bartolomé Mitre                                                   | Unión Cívica Nacional                           |        |
| 29.º  | 1902-1906                                         | José Evaristo de Uriburu                                          | Partido Republicano                             |        |
| 30.º  | 1906-1908                                         | Benito Villanueva                                                 | Partido Autonomista Nacional                    |        |
| 31.º  | 1908-1909                                         | José Evaristo de Uriburu                                          | Partido Republicano                             |        |
| 32.º  | 1909-1909                                         | Benito Villanueva                                                 | Partido Autonomista Nacional                    |        |
| 33.º  | 1910-1910                                         | Domingo Pérez                                                     | Partido Autonomista Nacional                    |        |
| 34.º  | 1910-1911                                         | Antonio del Pino                                                  | Partido Autonomista Nacional                    |        |
| 35.º  | 1911-1922                                         | Benito Villanueva                                                 | Partido Autonomista Nacional                    |        |
| 36.º  | 1922-1928                                         | Leopoldo Melo                                                     | Unión Cívica Radical Antipersonalista           |        |
| 37.º  | 1928-1930                                         | Luis Etchevehere                                                  | Unión Cívica Radical Antipersonalista           |        |
| 38.º  | 1932-1943                                         | Robustiano Patrón Costas                                          | Partido Demócrata Nacional                      |        |
| 39.º  | 1946-1947                                         | Ernesto Bavio                                                     | Unión Cívica Radical Junta Renovadora           |        |
| 40.º  | 1947-1953                                         | Alberto Tessaire                                                  | Partido Peronista                               |        |
| 41.º  | 1953-1954                                         | Alberto Iturbe                                                    | Partido Peronista                               |        |
| 42.º  | 1954-1955                                         | Ramón Albariño                                                    | Partido Peronista                               |        |
| 43.º  | 31 de marzo de 1958 - 30 de marzo de 1962         | José María Guido                                                  | Unión Cívica Radical Intransigente              |        |
| 44.º  | 12 de octubre de 1963 - 28 de junio de 1966       | Eduardo Gamond                                                    | Unión Cívica Radical del Pueblo                 |        |
| 45.º  | 3 de mayo de 1973 - 13 de julio de 1973           | Alejandro Díaz Bialet                                             | Partido Justicialista                           |        |
| 46.º  | 13 de julio de 1973 - 25 de abril de 1975         | José Antonio Allende                                              | Partido Demócrata Cristiano                     |        |
| 47.º  | 8 de julio de 1975 - 24 de marzo de 1976          | Ítalo Luder Provincia de Buenos Aires                             | Partido Justicialista                           |        |
| 48.º  | 29 de noviembre de 1983 - 31 de mayo de 1989      | Edison Otero Provincia de Buenos Aires                            | Unión Cívica Radical                            |        |
| 49.º  | 31 de mayo de 1989 - 1 de diciembre de 1999       | Eduardo Menem Provincia de La Rioja                               | Partido Justicialista                           |        |
| 50.º  | 1 de diciembre de 1999 - 9 de octubre de 2000     | José Genoud Provincia de Mendoza                                  | Unión Cívica Radical                            |        |
| 51.º  | 11 de octubre de 2000 - 10 de diciembre de 2001   | Mario Losada Provincia de Misiones                                | Unión Cívica Radical                            |        |
| 52.º  | 10 de diciembre de 2001 - 30 de diciembre de 2001 | Ramón Puerta Provincia de Misiones                                | Partido Justicialista                           |        |
| 53.º  | 4 de enero de 2002 - 27 de diciembre de 2002      | Juan Carlos Maqueda Provincia de Córdoba                          | Partido Justicialista                           |        |
| 54.º  | 27 de diciembre de 2002 - 4 de diciembre de 2003  | José Luis Gioja Provincia de San Juan                             | Partido Justicialista                           |        |
| 55.º  | 4 de diciembre de 2003 - 22 de febrero de 2006    | Marcelo Guinle Provincia del Chubut                               | Partido Justicialista - Frente para la Victoria |        |
| 56.º  | 22 de febrero de 2006 - 30 de noviembre de 2011   | José Pampuro Provincia de Buenos Aires                            | Partido Justicialista - Frente para la Victoria |        |
| 57.ª  | 30 de noviembre de 2011 - 28 de febrero de 2014   | Beatriz Rojkés de Alperovich Provincia de Tucumán                 | Partido Justicialista                           |        |
| 58.º  | 28 de febrero de 2014 - 3 de diciembre de 2015    | Gerardo Zamora Provincia de Santiago del Estero                   | Unión Cívica Radical - Frente para la Victoria  |        |
| 59.º  | 10 de diciembre de 2015 - 10 de diciembre de 2019 | Federico Pinedo Ciudad de Buenos Aires                            | Propuesta Republicana - Cambiemos               |        |
| 60.ª  | 10 de diciembre de 2019 - 10 de diciembre de 2023 | Claudia Ledesma Abdala de Zamora Provincia de Santiago del Estero | Unión Cívica Radical - Frente de Todos          |        |
| 61.º  | 13 de diciembre de 2023 - En el cargo             | Bartolomé Abdala Provincia de San Luis                            | La Libertad Avanza                              |        |